# Sidwaya

Sidwaya est un quotidien national du Burkina Faso. 

## Présentation
Ancien journal étatique, il est aujourd'hui considéré comme un journal de référence par la population Burkinabè. 
Sidwaya est distribué principalement dans la capitale Ouagadougou , mais également dans les chefs-lieux des différentes régions du Burkina Faso.
Sa réputation est plutôt conservatrice par rapport à ses concurrents qui se revendiquent plus libres et indépendants.

## Principaux quotidiens concurrents de la presse Burkinabè
- Le Pays
- L'Observateur paalga
- L'Indépendant